# Longton (Kansas)
Longton é uma cidade localizada no estado americano de Kansas, no Condado de Elk.

## Demografia
Segundo o censo americano de 2000, a sua população era de 394 habitantes.
Em 2006, foi estimada uma população de 371, um decréscimo de 23 (-5.8%).

## Geografia
De acordo com o United States Census Bureau tem uma área de
3,0 km², dos quais 3,0 km² cobertos por terra e 0,0 km² cobertos por água. Longton localiza-se a aproximadamente 281 m acima do nível do mar.

## Localidades na vizinhança
O diagrama seguinte representa as localidades num raio de 28 km ao redor de Longton.